# Angelo Savini
Frei Angelo Savini (Forlì, 1816 – Roma, 17 de janeiro de 1890) foi um padre carmelita italiano.
Fez o noviciado em Jesi e emitiu seus primeiros votos religiosos em 1835. Foi ordenado sacerdote em 1839. Doutorou-se em 1844. Entre 1848 e 1851 foi provincial da Província Carmelita da Emília Romanha. Depois foi professor de teologia no convento de Forlì e no seminário diocesano. Em Roma desempenhou as funções de: consultor do Capítulo Vaticano (1859), da Congregação das Indulgências (1861) e da Congregação dos Bispos e Regulares (1864), examinador do clero romano (1867) e professor de Teologia Moral na Universidade Sapienza.
Governou a ordem dos carmelitas como vigário geral de 26 de junho de 1863 a 17 de outubro de 1889, mas nunca recebeu o título de prior geral, visto que não foi possível ser realizado um capítulo geral durante aquele período.
Teve a tristeza de ver, como superior geral, a supressão da sua ordem no Reino da Itália em 1866. Em 1873 o governo italiano suprimiu todos os outros conventos que estavam nos antigos Estados Pontifícios. Fez grandes esforços para restaurar o Carmelo em vários países, como por exemplo na Espanha.
Seu substituto no governo da Ordem foi frei Luigi Galli.